# Compagnie Carbone 14
Pour les articles homonymes, voir Carbone 14 (homonymie).

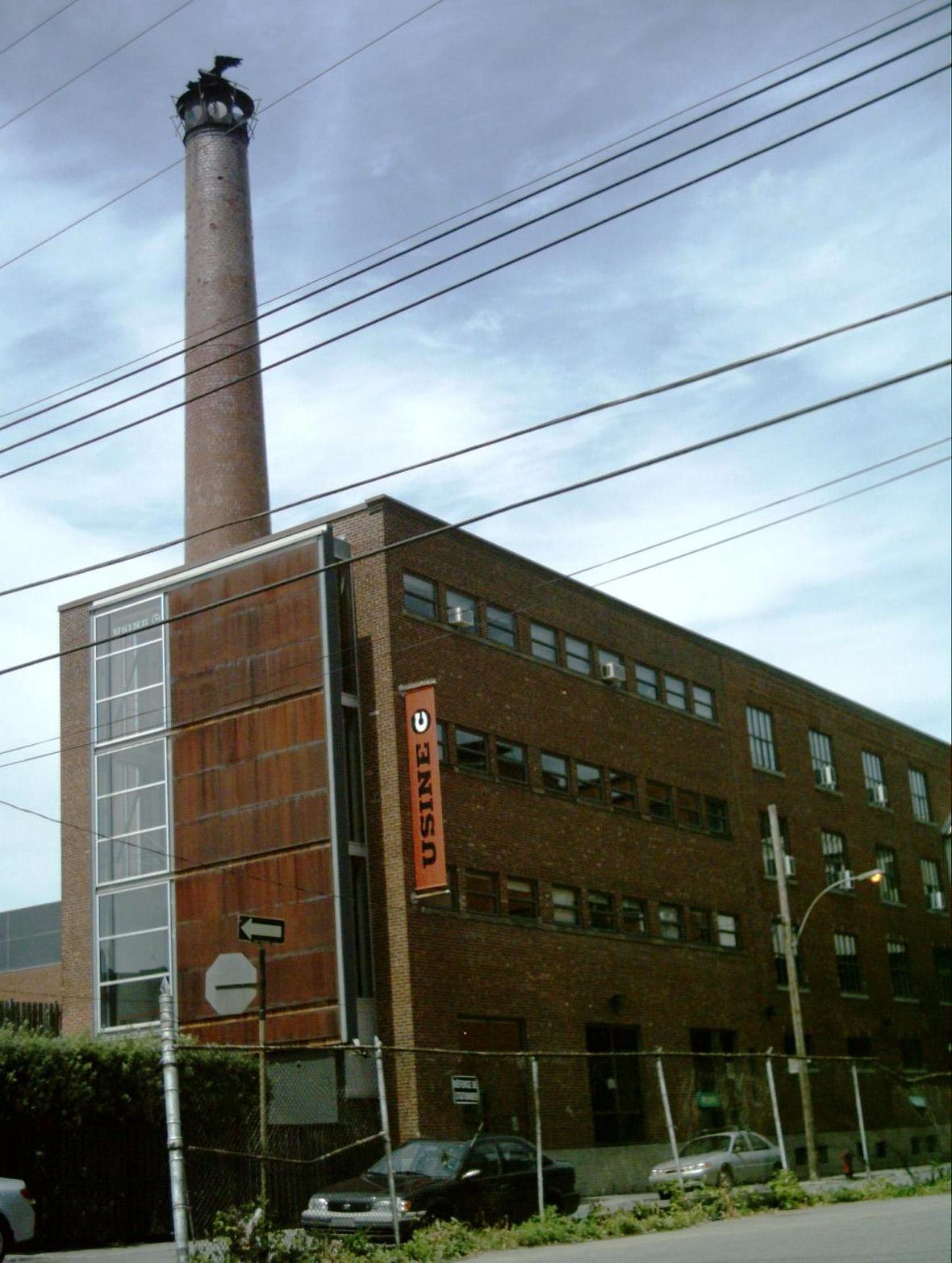
L'Usine C, 1345 avenue Lalonde à Montréal

La Compagnie Carbone 14 est une compagnie de théâtre d'avant-garde qui tire son origine en 1975 avec la fondation de la troupe Les Enfants du Paradis par Gilles Maheu, et s'installe initialement à l'Espace libre. En 1981, la compagnie est rebaptisée Compagnie Carbone 14, un clin d’œil à l'élément radioactif permettant de dater les artéfacts préhistoriques. En changeant de nom, Carbone 14 se positionne comme un théâtre de recherche.
La Compagnie Carbone 14 inaugure en mars 1995 un nouvel espace théâtral : l'Usine C. Ce centre de production et de création pluridisciplinaire conçu pour répondre aux exigences spécifiques de la création contemporaine peut accueillir 450 spectateurs et s'adapte à toutes les configurations scénographiques.
La Compagnie met de l'avant un travail soutenu de création et de recherche sur l’art de l’acteur et le développement d'une écriture scénique où se fondent textes, danse, musique et film.

## Débuts - Les Enfants du paradis
En 1975, après avoir participé au festival d'été de Longueuil, Michel Barrette, Robert Séguin, Pierre Cormier et Gilles Maheu fondent une troupe de théâtre itinérante qu'ils nommeront Les Enfants du paradis, en référence au film de Marcel Carné de 1945. Tout comme dans le film, les fondateurs miseront sur le mime, les acrobaties et l'improvisation dans leurs créations. Muriel Paquette et Gervais Gaudreault se joindront à eux quelques mois plus tard. Selon Maheu, Les Enfants du paradis « sont nés du double désir de faire sortir l'acteur des lieux traditionnels qui lui sont habituellement réservés et d'accéder ainsi à un nouveau public beaucoup plus hétérogène que celui qui choisit d'assister à une représentation en salle ». Les premières représentations des Enfants du paradis auront lieu sur des toits de maisons, dans les cafétérias, dans les parcs, dans les marchés publics et même dans les installations olympiques des Jeux olympiques de Montréal en 1976. Les Enfants du paradis présenteront cinq pièces dans ces lieux multiples. Tout d'abord, Clara ou la 8e merveille du monde et Le ballet des tutus, deux spectacles pour enfants, sont présentés à l'extérieur, dans la rue, puis La famille Rodriguez, leur première pièce pour adultes, est jouée en salle à la Bibliothèque nationale du Québec en avril 1977, puis est reprise en mai de la même année au Conventum de Montréal. Le voyage immobile, joué en avril 1978 également à la Bibliothèque nationale, entame le processus de transition des Enfants du paradis de la rue à la scène intérieure proprement dite. En 1979, avec Nature morte et Tenue de ville, la troupe joue pour une dernière fois dans la rue tout en planifiant le déménagement à l'Espace libre, en 1981, lieu de création partagé avec le Nouveau Théâtre Expérimental et Omnibus.
C'est lors de son installation à l'Espace libre que Maheu décide de changer le nom de sa compagnie. Il la renomme Carbone 14 à la suggestion de Danièle de Fontenay. En 1981, dans un communiqué de presse, il est expliqué : « le changement de nom illustre une nouvelle réalité sur le plan artistique. En effet, le contenu et la forme de nos dernières productions ne correspondent plus à l'image douce et romantique que projettent Les Enfants du paradis ».

## Lieux de création et de représentation
Depuis les débuts des Enfants du paradis, les lieux de création et de représentation ont varié sans cesse. Avant l'installation de Carbone 14 à l'Espace libre, plusieurs lieux ont été exploités : usines, gares, entrepôts désaffectés, etc. Pour Maheu, n'importe quel lieu en lien avec la dramaturgie était propice à faire vivre le théâtre. Carbone 14 a, à travers les années, acquis la réputation de présenter du théâtre à l'extérieur des lieux traditionnels. La fondation de l'Espace libre en est un bon exemple. Fondée en 1981, cette ancienne caserne de pompiers a été transformée en espace de création (conjointement avec le NTE et Omnibus). Le garage a été transformé en salle de spectacle, et les espaces de vie des pompiers sont devenus des bureaux administratifs et des salles de répétition. Dans cet espace, il sera beaucoup plus facile pour Carbone 14 de changer la relation traditionnelle public-scène. En effet, comme il s'agit d'un lieu fixe, la scène peut devenir un lieu de création, d'écriture, et Maheu peut se permettre d'approfondir son travail de recherche artistique. Par exemple, dans sa première production à l'Espace libre (Pain blanc, 1981), Carbone 14 mettait les spectateurs en situation de représentation avant même le début du spectacle, un peu à la façon du théâtre invisible. Le public était escorté par un gardien de sécurité à même le hall d'entrée, n'étant pas certain s'il s'agissait d'un acteur ou d'un vrai garde. Même chose pour le vendeur de hot-dogs dans le reste du spectacle : vrai ou faux? Avec ce spectacle, Carbone 14 se définit un style très avant-gardiste pour l'époque : rendre le spectateur prisonnier de l'action en l'immergeant dans le spectacle. Dans Le Rail (1984), par exemple, la configuration bifrontale du public et l'accumulation d'une grande quantité de terre, de rails de chemin de fer et la présence de feu bousculent le public, qui n'a pas l'habitude de se trouver dans un environnement aussi poignant et objectivement dangereux. La vision du public est également partiellement obstruée par moments, ce qui va à l'encontre du principe traditionnel où l'on souhaite les meilleurs angles de vue au public. Gilles Marsolais, critique de cinéma pour la revue Jeu, explique bien les possibilités offertes par l'Espace libre : « o[n] a "libéré" l'espace disponible, de façon à pouvoir le réaménager totalement à chaque spectacle. Au fil des ans, on a amélioré l’équipement, pour rendre le lieu plus malléable, ce qui facilite la création tout en réduisant les coûts d'opération. » Cette démarche est bien mise en évidence dans Opium (1987), où les acteurs jouent toute la pièce, qui traite de bureaucratie et de sécurité, les pieds dans 30 cm d'eau. Un tel rapport à la scène aurait été difficile dans un théâtre traditionnel.
Dans Le Dortoir (1988), Maheu renoue avec une disposition frontale plus traditionnelle, ce qui ne l'empêche pas de solliciter le public autrement : par les émotions. Le public n'est plus mis en danger physiquement, mais peut tout de même ressentir les acrobaties des comédiens qui jouent sur des lits métalliques en mouvement constant. C'est par le corps des comédiens que le spectateur sera happé dans l'action. L'immense succès de ce spectacle fera réfléchir l'équipe au besoin d'avoir son espace propre, et les démarches administratives pour que Carbone 14 obtienne son espace commenceront.
Ces démarches aboutissent en 1995 avec l'ouverture de l'Usine C, une ancienne usine de confiture reconvertie en salle entièrement modulable. « En changeant de lieu, Carbone 14 ne désire pas révolutionner son style, mais s'offrir un espace de création qui lui donnera toute la liberté nécessaire ». Certaines critiques trouveront que la troupe s'est assagie en intégrant ce nouvel espace. Selon Nora Ben Saâdoune, journaliste à La Presse, Carbone 14 aurait perdu de son âme en changeant de lieu : « où est l'audace dans cette Usine trop élégante, trop propre et trop chère pour y présenter des choses "mineures" ou pas assez rentables? »

## Esthétique
Carbone 14 se distingue par le développement d'un langage théâtral prenant ses origines à l'école européenne de mime corporel d'Étienne Decroux, d’Yves Lebreton et d’Eugenio Barba, où Gilles Maheu a étudié. Cette formation en mime et en pantomime influencera directement les créations de Maheu, fortement axées sur le corps, que ce soit avec Les Enfants du paradis ou Carbone 14. Avec Carbone 14, ce qui frappe le spectateur au premier abord est le peu de texte parlé des comédiens, qui se spécialisent dans la création dans l'espace par le mouvement, l'image et les sens. Spécialement à partir de Dortoir (1988), le texte se fait rare, minimaliste, laissant sa place à la poésie du mouvement. Pour mieux comprendre la direction dans laquelle Carbone 14 se dirige à partir de ce spectacle, il faut revenir en arrière et identifier le contexte artistique du tournant des années 1980. À cette époque, New York devient, avec Londres, le centre mondial de la culture punk. Le passage des Enfants du paradis à Carbone 14 va en ce sens. « Leur théâtre [...] quitte pour de bon le romantisme joyeux de Marcel Carné [réalisateur du film Les Enfants du paradis] et se rapproche du look punk et de New York. » En lien avec le mouvement punk se trame le mouvement postmoderne, spécialement en littérature et en architecture. Carbone 14 fera figure de précurseur au Québec en termes de théâtre postmoderne. Suzanne Lemay, dans son mémoire de maîtrise, définit bien ce qu'est le postmodernisme selon Yves Boisvert : « La postmodernité est une période de confusion dans laquelle la culture quotidienne se présente comme fondamentalement hétérogène. [...] La culture postmoderne est caractérisée par la non-conformité, le pluralisme et l'éclectisme. » Toutes ces caractéristiques sont présentes dans l’œuvre de Carbone 14, plus spécialement dans le travail de Gilles Maheu sur les textes de Heiner Müller : Rivage à l'abandon (1990), Hamlet-Machine (1987) et Peau, chair et os (1981). Ces trois pièces sont construites par fragments, ce qui entraîne une multiplicité des interprétations possibles et rejoint l'idée d'éclectisme du postmodernisme. Une esthétique contemplative, spécialement dans La Forêt (1994) et Les Âmes mortes (1996), vient s'ajouter aux autres caractéristiques du théâtre de Carbone 14.
En plus du postmodernisme, Carbone 14 touche à plusieurs modes d'expression jusque là peu exploités au théâtre. Le texte est mis de côté au profit du corps, des éclairages et de la sonorisation. Dans Marat-Sade (1984), le metteuer-en-scène Lorne Brass intègre la vidéo dans la représentation théâtrale, en plus de présenter une pièce encore en chantier, un work-in-progress. Cette esthétique « n'est pas une solution de facilité, note Lorne Brass dans le journal Voir, [...] C'est une façon de créer un objet en laissant toutes les portes ouvertes, en partant d'un questionnement plutôt que de l'obligation de livrer un chef-d’œuvre ».
De plus, Maheu touche à l'opéra, à la peinture, au cinéma, etc., et cherche à créer un nouveau discours théâtral. Dans Peau, chair et os (1981), par exemple, deux danseurs/acteurs se balancent dans les airs alors qu'une chanteuse d'opéra chante sur un fond de musique rock et que les acteurs traversent la scène sur des tapis roulants. Cet exemple représente bien l'éclectisme recherché. Maheu décrit son esthétique comme suit : « Le théâtre que je cherche est beaucoup plus onirique que réaliste, beaucoup plus multidisciplinaire qu'unidisciplinaire, plus proche de la danse que du théâtre, plus proche de l'action que du discours, plus sensuel que cérébral. »
Pour s'inspirer et démarrer le processus créatif, Maheu se donne souvent comme point de départ une œuvre ou encore un souvenir, comme dans Le Dortoir (1988). À partir de ces lectures naissent des thèmes principaux, et c'est sur ces thèmes que les acteurs-danseurs improvisent, essaient des mouvements ou des situations, puis retiennent ce qui a le plus de sens. Dans une entrevue avec Robert Lévesque dans Le Devoir en 1984, Maheu compare son travail à un scénario de cinéma qui n'aurait pas d'histoire linéaire, mais plutôt une série de scènes qui créent, en les assemblant, des atmosphères. Il ajoute qu'il « [...] recherche un type de jeu plus urgent, quelque part de démesuré où l'acteur doit se confronter avec une matière physique de plus en plus forte ».

## Thèmes abordés
Dans les premières années de Carbone 14, les thèmes abordés étaient centrés autour des grandes passions telles que l'amour, la violence, la vie, la quotidienneté, la jeunesse, la vieillesse, la mémoire, la solitude, etc. En lien avec son époque, Maheu et Carbone 14 se questionnent sur leur existence en lien avec l'effondrement des grandes idéologies (fin du catholicisme, du communisme, etc.), courant propre aux années 1980 dans le monde occidental. La pièce Opium (1987) se situe en droite ligne avec ce questionnement. Dans un communiqué de presse annonçant le spectacle, le concepteur du spectacle, Lorne Brass s'exprime ainsi : « J'ai écrit ce spectacle alors que ma petite fille venait de naître. Ce fut au même moment que la fuite nucléaire de Tchernobyl se produisit. La paternité, qui postule un futur, était déjà angoissante pour moi. Tchernobyl ne fit qu'accentuer les choses. Opium reflète cette double interrogation. »
Les deux thèmes qui ressortent le plus sont la mémoire et la solitude. La mémoire, ou plutôt les souvenirs d'enfance, se met en scène dans Le Dortoir (1988), œuvre semi-autobiographique qui relate la vie de Maheu dans un pensionnat catholique en 1963, alors que John F. Kennedy venait de se faire assassiner. À travers des vignettes, les spectateurs assistent à la vie quotidienne au pensionnat, à une sorte de pièce initiatique ou d'apprentissage dans laquelle les personnages évoluent en regard à cet événement historique. La mémoire se présente aussi sous la forme d'un questionnement père-fils dans L'homme rouge (1982), où le personnage principal se demande quelle est la part d'hérédité dans son comportement, ses gestes et ses peurs. En lien avec la solitude, Pain blanc (1981), Le Rail (1984) et Silences et cris (2001) abordent ce thème de façon différente. Dans Pain blanc (1981), le questionnement tourne autour de la condition de l'humain moderne face à son travail et à ses loisirs. On se demande quelle est la place de l'humain dans sa propre vie. Dans Le Rail (1984), on aborde la mort de plein front et l'attitude de l'humain face à celle-ci et à son côté irrémédiable. Dans Silence et cris (2001), on rejoint les deux thème principaux en traitant de la vie, de la naissance à la mort, en l'abordant principalement en contexte de réflexion. Ainsi, on passe des cris du nouveau-né aux réflexions face à la vie passée.

## Suite de Carbone 14
Depuis 2003, aucune production n'a été mise sur pied par la Compagnie Carbone 14. Son lieu de diffusion, l'Usine C, continue de promouvoir et de diffuser des œuvres hybrides mêlant théâtre, musique, danse et arts médiatiques. À propos du silence de la compagnie qu'il a fondée, Maheu s'exprime : « Après 30 ans de création avec Carbone 14, où on présentait du théâtre d'avant-garde et où on développait constamment un langage scénique, je considère que j'ai appris mon métier de metteur en scène. Je pense que j'avais fait le tour de la recherche théâtrale et j'avais besoin d'une pause. J'ai mis Carbone 14 sur la glace parce que je n'avais plus l'énergie de mener une telle entreprise. On verra plus tard si je reviendrai au théâtre. » Depuis 2003, Maheu a signé la mise en scène de la comédie musicale Don Juan ainsi que de Zaia, un spectacle permanent du Cirque du Soleil présenté à Macao. Il siège toujours au conseil d'administration de l'Usine C.

## Prix et distinctions
- Masque Production Jeunes publics pour Tsuru (2001)
- Masque Production de l'année (Montréal) et éclairages pour Les Âmes mortes (1996)
- Prix Téléfilm Canada dans la catégorie Meilleure émission de langue française créée par un producteur canadien indépendant pour le film Le café des aveugles (1996)
- Médaille de bronze, New York Festivals dans la catégorie Émission de variétés pour la télévision, secteur des arts de la scène pour le film Peau, chair et os (1995)
- Prix Gémeaux dans la catégorie Réalisation, meilleur spécial des arts de la scène pour le film Peau, chair et os (1995)
- Grand Prix du Conseil des Arts de la Communauté urbaine de Montréal pour l'ensemble de l’œuvre de Carbone 14 (1995)
- Prix de l'Audace du Festival international du film sur l'art pour le film Peau, chair et os (1994)
- Prix Anik de la réalisation de la Société Radio-Canada pour le film Peau, chair et os (1994)
- Prix du Glasgow International Festival pour les meilleurs éclairages (Alain Lortie) pour Le Café des aveugles (1993)
- FIPA d'Or du Festival international des productions audiovisuelles pour la musique et les images du film Le Dortoir (1992)
- Prix Gémeaux pour la meilleure émission « Spécial des arts », meilleur montage pour le film Le Dortoir (1992)
- Prix Golden Gate, San Francisco, pour le film Dortoir (1992)
- Prix du Gouverneur général pour les arts de la scène, prix spécial du Centre national des arts décerné à Gilles Maheu et l'ensemble de la Compagnie Carbone 14 (1992)
- Prix Gold Plaque du Chicago International Film Festival dans la catégorie Variétés/Spectacles pour le film Le Dortoir (1991)
- Prix Golden Sheaf, Arts et Spectacles pour le décor pour le film Le Dortoir (1991)
- Médaille de Bronze, International Film and TV Festival, New York dans la catégorie arts d'interprétation pour le film Le Dortoir (1991)
- Premier Prix, Festival international du film sur l'art, Montréal, dans la catégorie Meilleure adaptation à l'écran pour le film Le Dortoir (1991)
- Prix Emmy dans la catégorie Meilleure émission des arts de la scène pour le film Le Dortoir (1991)
- Prix Dora Mavor Moore, Toronto dans la catégorie Meilleure nouvelle chorégraphie de l'année pour la pièce Le Dortoir (1990)
- Prix spécial du Jury du Cercle des Critiques de la capitale, Ottawa pour la pièce Le Dortoir (1990)

- Meilleure réalisation sonore de l'Association québécoise des critiques de théâtre décernée au compositeur Alain Thibault pour la pièce Rivage à l'abandon (1990)
- Meilleur acteur et meilleure mise en scène de l'Association québécoise des critiques de théâtre décerné à Lorne Brass (metteur en scène) pour Marat-Sade (1990)
- Prix du Festival de théâtre des Amériques dans la catégorie Meilleure conception scénique pour la pièce Hamlet-Machine (1987)
- Prix du Festival de Théâtre des Amériques dans la catégorie Meilleure scénographie pour la pièce Le Rail (1985)

## Théâtrographie
- 2003 : La Bibliothèque ou ma mort était mon enfance. Conception et mise en scène : Gilles Maheu. Présenté à l'Usine C, mars 2003.
- 2001 : Silences et cris. Conception, textes et mise en scène : Gilles Maheu. Présenté à l'Usine C, mai 2001.
- 2000 : Visitatio, cocréation avec le Theatro Sunil. Texte et mise en scène : Daniele Finzi, Présenté à l'Usine C, 2000.
- 1999 : Tsuru. Texte et mise en scène : Anne-Marie Théroux d’après une idée originale de Anne-Marie Théroux, Robert Drouin et Yves Simard. Présenté à l'Usine C, 1999.
- 1999 : Femme comme paysage, Woman as Landscape. Chorégraphie et interprétation : Lin Sneling. Présenté à l'Usine C, 1999.
- 1998 : L'Hiver/Winterland. Conception, mise en scène et chorégraphie de Gilles Maheu. Présenté au Harbourfront Centre, Toronto, avril 1997.
- 1996 : Les Âmes mortes. Conception et mise en scène : Gilles Maheu. Présenté au Harbourfront Centre, Toronto, avril 1996.
- 1995 : Vingt ans. Conception et mise en scène : Gilles Maheu. Spectacle inaugural de l'Usine C, mars 1995.
- 1994 : La forêt. Conception et mise en scène : Gilles Maheu. Présenté à l'Espace Libre, 1994.
- 1993 : Krieg. Conception : Jerry Snell, Johanne Madore, Rodrigue Proteau. D’après l’œuvre de Rainald Goetz. Présenté à l'Espace Libre, 1993.
- 1992 : Le café des aveugles. Conception et mise en scène : Gilles Maheu. Présenté au Harbourfront Centre, Toronto, mai 1992.
- 1991 : Peau, chair et os. Conception et mise en scène : Gilles Maheu. D’après les textes Paysage sous surveillance d’Heiner Müller et Alceste d’Euripide. Présenté à l'Espace Libre, février 1991.
- 1990 : Rivage à l'abandon. Conception : Heiner Müller. Mise en scène : Gilles Maheu. Présenté au Musée d'art contemporain, 1990.
- 1988 : Le Dortoir. Conception et mise en scène : Gilles Maheu. Présenté à l'Espace Libre, novembre 1988.
- 1987 : Hamlet-Machine. Conception de Heiner Müller et Gilles Maheu. Présenté à l'Espace Libre, mai 1987.
- 1987 : Opium. Conception: Lorne Brass. Mise en scène: Lorne Brass assisté par Gilles Maheu. Une création collective de : Michel Barrette, Lorne Brass, Roger Léger, Jonathan Trudel-Perrault, Maryse Pigeon, Rodrigue Proteau, Luc Proulx, Jerry Snell, présenté à l'Espace Libre, janvier 1987.
- 1985 : Titanic. Conception de Jean-Pierre Ronfard. Mise en scène de Gilles Maheu et Lorne Brass. Présenté dans le cadre du Festival de Théâtre des Amériques, été 1985.
- 1984 : Marat-Sade. Écrit par Peter Weiss. Conception et Mise en scène de Lorne Brass. Présenté à l'Espace Libre, mars 1984.
- 1984 : Le Rail. Conception de Heiner Müller et Gilles Maheu. Présenté à l'Espace Libre, mai 1984.
- 1982 : L'Homme rouge. Conception et interprétation : Gilles Maheu. Présenté à l'Espace Libre.
- 1982 : Vies privées. Conception : Lorne Brass. Présenté à l'Espace Libre.
- 1981 : Pain blanc. Conception et mise en scène : Gilles Maheu. Présenté à l'Espace Libre, février 1981.